# Friedrich Carl Krück
Friedrich Carl Krück (16. december 1745 i Leezen i Segeberg Amt – 22. maj 1816 i Giessen) var en slesvigsk kansler.

## Uddannelse og tidlig karriere
Han var søn af pastor Jacob Christian Krück (24. januar 1719 i Bordelum - 14. november 1784 som hovedpræst i Preetz, gift 2. gang med Emilie Sophie von Ettner und Eyteritz) og Sophia Hedevig født Frisch (29. september 1710 - 1751), var født i Leezen i Segeberg Amt, hvor faderen da var præst. Han kom 1761 på gymnasiet i Altona, studerede fra 1763 i Göttingen og tog 1767 juridisk eksamen med udmærkelse i Glückstadt, var et år advokat i Preetz, et år sekretær hos landfoged von Eggers i Meldorf og blev i december 1768 2. sekretær i Landbokommissionen for Slesvig og Holsten, 1772 enesekretær og medlem af kommissionen og udnævntes 1774 tillige til overtalligt medlem af Overretten i Slesvig samt overretsråd og siden kancelliråd.

## I København
Året efter blev han af Andreas Peter Bernstorff hentet til København som 1. ekspeditionssekretær i Tyske Kancelli, blev 30. december 1776 deputeret, 1777 justitsråd, 1779 etatsråd og fik 1780 korrespondancen om det tyske riges sager i Departementet for de udenlandske affærer. 1789 udnævntes han til konferensråd, 1795 til overprokurør for Slesvig og medlem af Overbankdirektionen, 1796 til medlem af Kanalkommissionen.
De af ham som overprokurør udstedte anordninger udmærker sig ved orden, klarhed og knaphed i stilen, og han synes i de år i det hele at have været taget på råd med også i vigtige kongerigske lovgivningssager. Det skyldes således vistnok hans forslag, at Trykkefrihedsloven af 27. september 1799 kom til at indeholde en bestemmelse om, at den, der en gang var straffet for en presseforseelse, skulle næste gang foruden med straf tillige rammes med fremtidig censur.
Krück, der var en fint dannet mand, skrev 1800 i København Eumenia, ein philosophisches Glaubensbekenntniss als Selbstgespräch. 31. december 1801 blev han udnævnt til kansler i Slesvig, 1803 til Hvid Ridder, 1811 til gehejmekonferensråd, 1812 til Dannebrogsmand, og 1815 kreerede Kiels Universitet ham til dr. phil. honoris causa. Han døde 22. maj 1816 i Giessen på en baderejse til Wiesbaden.

## Ægteskab
Han ægtede 1772 Cordula Christine Christiane Sessler (16. januar 1750 i Slesvig by - 7. april 1818 sammesteds), datter af postmester Johann Jacob Sessler (ca. 1710-1780) og Maria Krebs (ca. 1716-1796).
Det Nationalhistoriske Museum på Frederiksborg Slot har en tegning af Krück.